# Dido și Aeneas
Dido și Aeneas (Z. 626) este o operă într-un prolog și trei acte, scrisă de compozitorul englez Henry Purcell, cu un libret de Nahum Tate⁠(en)[traduceți]. Data compoziției și cea a primei reprezentații sunt incerte. Opera nu a fost compusă mai târziu de iulie 1688 și a fost jucată la  școala de fete a lui Josias Priest din Londra până la sfârșitul anului 1689. Unii cercetători susțin că o întâlnire în vederea compoziției a avut loc mai devreme de 1683. Povestea este bazată pe Cartea a IV-a din Eneida lui Vergilius, în care se povestește despre dragostea Didonei, regina Cartaginei, pentru eroul troian Aeneas, și disperarea ei când a fost abandonată de acesta. O lucrare monumentală, în stil baroc de operă, Dido și Aeneas este amintită ca una dintre operele teatrale primordiale ale lui Purcell. Acesta a fost, de asemenea, adevărata lui operă, precum și singurul lui compoziție dramatică. Fiind una dintre cele mai vechi și cunoscute opere engleze, ea este destul de asemănătoare, atât în structura cât și în efectul de ansamblu, cu opera Venus și Adonis a lui John Blow, maestrul lui Purcell. Influența lui Cavalli, din opera Didone este, de asemenea, evidentă.

## Despre fond și context

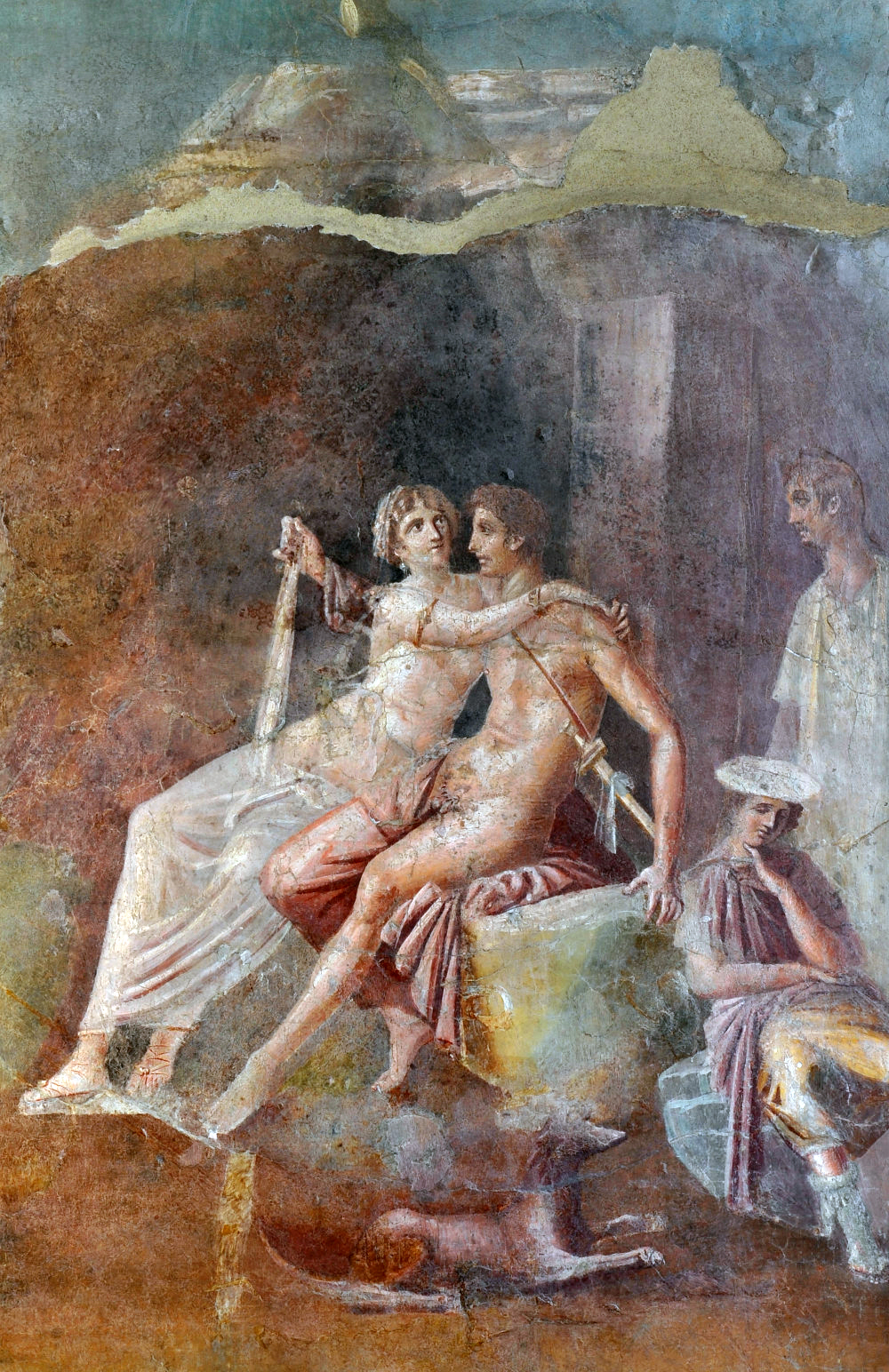
Dido și Aeneas, dintr-o frescă romană, Pompeii al Treilea Stil (10 BC - 45 AD), Pompei, Italia

Înainte de Dido și Aeneas, Purcell a compus muzica pentru mai multe proiecte, inclusiv nouă piese pentru Nathaniel Lee a lui Teodosie, sau Forța de Dragoste (1680) și opt melodii pentru opera lui Thomas d'Urfey (1688). De asemenea, el a compus cântece pentru două piese de Naum Tate ( libretistul operei Dido și Aeneas), Sicilian Uzurpator (1680) și Încornorat-Am (1685). Dido și Aeneas a fost primul (și singurul) cântec de operă și derivă din englezeasca tradiție a măștii, al lui Purcell.

### Libretul
Inițial bazat pe operele lui Naum Tate, Brutus Alba, sau Fermecat Iubitorii (1678), opera este, într-o anumită măsură, alegorică. Prologul se referă la bucuria căsătoriei dintre doi monarhi, nunta dintre William și Mary. Într-un poem din aproximativ 1686, Tate a făcut aluzie la James al II-lea că ar fi Aeneas, care este indus în eroare de forțele rele emanate de vrăjitoare și de vrăjitori (reprezentând Romano-Catolicismul, o metaforă comună la acel timp) în abandonarea Didonei, care simbolizează poporul britanic. Același simbolism se poate aplica și pentru aceasă operă. Aceasta explică plusul de caractere de tip vrăjitoare și vrăjitori, care nu apar în original Eneida. Ar fi acceptabil, pentru Aeneas să urmeze decretul zeilor, dar nu atât de benefic să fie păcălit de către forțele spiritelor malefice.
 Deși opera este o tragedie, există și scene de intensitate mai joasă, cum ar fi cântecul primului marinar, "Ia un scurt concediu de beție cu nimfele de pe mal, în tăcerea lor de doliu plină cu jurăminte de a te întoarce, deși nu intenționezi să le mai vizitezi." Muzicologul Ellen T. Harris consideră că cinismul cântecului subliniază morala poveștii: femeile tinere nu ar trebui să cedeze avansurilor și promisiunilor arzătoare ale tinerilor.

### Partitură
Cele mai vechi partituri s-au găsit în Biblioteca Bodleian. A fost copiată înainte de anul 1750, mai bine de șaizeci de ani după ce opera a fost compusă. Dacă nu se urmărește actul de divizii de libret, muzica prologului este pierdută. Prologul, la sfârșitul actului II, scena Dumbrava, și mai multe dansuri, au fost pierdute, atunci când opera a fost împărțită pentru a fi jucată sub formă de interludii între actele vorbite în primul deceniu al secolului al XVIII-lea.
 Prima dintre aceste arii care a fost publicată separat a fost "Ah, Belinda" în Orfeu Britannicus. Cele mai renumite arii de lucru au fost "Atunci cand mă conectez cu pământul", cunoscută popular ca "Dido ' s Lament". Ambele arii sunt formate pe un lamento bas sol. "Dido' s Lament" a fost înregistrată de artiști departați de tipica operă de școală, cum ar fi Klaus Nomi ("Moartea"), Ane Brun și Jeff Buckley. De asemenea, a fost utilizată  în mai multe partituri, inclusiv coloana sonora de la HBO, mini-serialul "Band of Brothers" (redenumit "Plimbarea lui Nixon"). Acesta este jucată anual de către o fanfară militară la Cenotaf, care are loc în duminica cea mai apropiată de 11 noiembrie (Ziua Armistițiului) în Londra Whitehall. Muzica este considerată de unii a fi prea simplă pentru Purcell în 1689, dar acest lucru poate reflecta pur și simplu că e destinat artiștilor care erau erau încă elevi. Libretul de la Chelsea indică două dansuri pentru chitara, "Dansul Gittars Chacony" în actul I, și "Gittar Sol un Dans" în Grove scena din actul II. Muzica pentru aceste dansuri nu este tocmai adevărată și se pare că Purcell nu a compus-o, ci mai degrabă a lăsat-o să fie improvizată de chitarist. Există o serie de ediții ale operei cu realizări, accesibile pentru performeri amatori. Muzica prologului a fost pierdută și nu a fost reconstruită, de aceea îi lipsește un ritornello la sfârșitul celui de-al doilea act, cunoscut a fi fost parte din partitură.  Acum este realizat ca un dans luat de la alte opere realzate de Purcell, sau a inventat pur și simplu pentru a păstra integritatea și continuitatea spectacolului.

## Istoria spectacolului

### Premiera și primele reprezentații
Primul spectacol ar fi avut loc înainte de 1 decembrie 1687, și dovezile sugerează că opera a fost realizată la școala de fete a lui Josias Priest din nou în 1689. Mai mulți cercetători au susținut că lucrarea a fost compusă pentru curtea engleză, fie pentru Carol al II-lea, sau pentru James al II-lea. Urmărind spectacolele din Chelsea, opera nu a fost pusă în scenă din nou cât a trăit Purcell. Următorul său spectacol a fost în 1700, încorporat într-o versiune adaptată a lui Shakespeare măsură pentru Măsură teatrul la Thomas Betterton din Londra.
După 1705 a dispărut treptat, până în 1895, când prima versiune din timpurile moderne a fost realizată de către elevii de la Colegiul Regal de Muzică din Londra, pentru a marca bicentenarul morții lui Purcell . Prima reprezentație Dido și Aeneas a avut loc în afara Angliei pe 14 decembrie 1895 într-o formă de concert de la Universitatea Societatății din Dublin.

### Spectacolele secolelor XX și XXI
Dido și Aeneas a avut premiera în Statele Unite, la Plaza Hotel din New York, pe 10 februarie 1923 realizată de către fetele de la școala Rosemary, deși New York Times a remarcat că multe părți relevante au fost luate cu partitura. O versiune de concert cu muzicieni profesioniști organizată de Societatea de Prieteni ai Muzicii a avut loc pe 13 ianuarie 1924, la New York, în Town Hall, folosind o partitură editată de către Artur Bodanzky, care a realizat, de asemenea, un spectacol.
Imediat cum au aparut criticii editori ai partiturii, cu o renaștere de interes în muzica Barocă, numărul de producții a crescut în mod constant. După vizita lui Jonathan MillerBornholm în Danemarca, Dido a fost montată în 2008, la teatrul Rønne (care a fost construit în 1823). Devin Duggan l-a condus. Printre noile producții de operă în 2009, (a 350-a aniversare de naștere a lui Purcell ) au fost cele organizate de către De Nederlandse Opera, Royal Opera din Londra, Divertimento stil Baroc, de Operă, și Glimmerglass Opera în Cooperstown, New York. Producția Royal Opera, care a inclus dans contemporan de Wayne McGregor  și efecte animate cu Marca Hatchard, făcea parte dintr-un proiect dublu cu Handel Acis și Galatea. În 2011 opera a fost reînviată de City Wall Productions și păstrată în timpul celui de al doilea Război Mondial.

### Adaptări
O variantă a operei adaptată la dans modern a fost regizată de americanul Mark Morris, care inițial a jucat atât rolul Didonei cât și rol de vrăjitoare. Aceasta a avut premiera pe 11 martie 1989, la teatrul Varia din Bruxelles. Aceasta a fost realizată de mai multe ori și a fost filmată în 1995 de către regizorul Canadian Barbara Willis Sweete, cu Morris în roluri de Dido și de vrăjitoare. O altă adaptare de tip dans, în coregrafia lui Sasha Waltz, a avut premiera la Staatsoper Unter den Linden din Berlin, la 29 ianuarie 2005 și a început cu dansatori care performau sub apă, într-un rezervor imens. Producția a fost ulterior văzută la Marele Teatru din Luxemburg, Opéra national de Montpellier, și Sadler ' s Wells Theatre din Londra. În ambele adaptări ale lor Morris și Wals, personajele sunt fiecare portretizate atât de un cântăreț cât și de un dansator, cu dansatori pe scenă și cântăreți care cântau dintr-o parte a scenei sau a orchestrei.

## Roluri
| Rolul                                                                                                 | Tip voce                                 |
| --- | ---------------------------------------- |
| Dido (cunoscut sub numele de Elissa), Regina Cartaginei                                               | soprana sau mezzo-soprana                |
| Belinda, sora lui Dido și roaba                                                                       | light soprana                            |
| A Doua Femeie, O Altă Servitoare                                                                      | soprana sau mezzo-soprana                |
| Aeneas, Prințul Troian                                                                                | tenor sau bariton                        |
| Vrăjitoare/Vrăjitor                                                                                   | mezzo-soprana, contralto, tenor sau bass |
| Primul Vrăjitor/Vrăjitoare                                                                            | mezzo-soprană                            |
| A Doua Vrăjitoare                                                                                     | mezzo-soprană                            |
| Spiritul, în formă de Mercur                                                                          | soprană sau tenor                        |
| Primul Marinar                                                                                        | tenorul                                  |
| Cor, SATB: toți membrii la un moment sau altul reprezintă curteni, vrăjitoare, cupidoni, și marinari. |                                          |